# Gavino Tolis
Giovanni Gavino Tolis (Chiaramonti, 4 febbraio 1919 – Campo di concentramento di Mauthausen, 28 dicembre 1944) è stato un militare italiano, che fu decorato di Medaglia d'oro al merito civile per il coraggio dimostrato nella seconda guerra mondiale nell'attività di espratrio dei cittadini di religione ebraica verso la Svizzera.

## Biografia
Nacque a Chiaramonti (provincia di Sassari) il 4 febbraio 1919, figlio di Francesco e di Maria Piga. Dopo aver conseguito il diploma di 5ª Elementare, lavorò per alcuni anni come agricoltore, fino al 5 dicembre 1938 quando si arruolò nella Regia Guardia di Finanza. Dopo aver frequentato il corso allievi finanzieri presso la Scuola alpina della Guardia di Finanza di Predazzo, il 1º giugno 1939 fu assegnato al circolo di Como, presso la Brigata di frontiera di Chiasso Internazionale, operante direttamente in territorio svizzero. Dopo l'armistizio dell’8 settembre 1943, si distinse operando sia in favore del movimento di resistenza che di chi cercava di fuggire dai tedeschi espatriando clandestinamente in Svizzera.
Oltre a trasportare lettere e messaggi riservati da e per la Svizzera per le organizzazioni partigiane come il Gruppo FRAMA del C.L.N.A.I. (Comitato di Liberazione Nazionale Alta Italia), favorì maggiormente l’espatrio in territorio elvetico dei profughi ebrei e dei perseguitati, che tentavano la fuga dai rastrellamenti nazifascisti.
Nell'aprile 1944 fu sottoposto a stretta sorveglianza da parte del Comando della Polizia Confinaria Germanica, cui era stato segnalato dalla Gestapo  fino a che, alle ore 13:00 del 24 aprile fu scoperto a passare un messaggio alla signora Giuseppina Panzica, moglie del finanziere in pensione Salvatore Luca Quindi viene sottoposto a perquisizione domiciliare dove gli fu scoperta una lettera indirizzata a un certo Oscar Orefice di Lugano (Svizzera), nella quale si accennava che alcune persone di razza ebraica sarebbero transitate clandestinamente dalla frontiera.
Arrestato dal Comando delle SS di Cernobbio il giorno dopo, sia lui che la Panzica il mese dopo vennero rinchiusi presso il carcere di San Vittore, a Milano.
Trasferito in successione presso il Campo di concentramento di Fossoli, e poi nel lager di Bolzano, da lì fu mandato al Campo di Sterminio di Mauthausen, in Austria, dove morì  a causa dei maltrattamenti a cui era stato sottoposto e per le privazioni di ogni genere che aveva subito, il 28 dicembre 1944. La sua salma venne bruciata nel forno crematorio. Alla memoria dell'eroico finanziere è stata concessa, con Decreto del Presidente della Repubblica Giorgio Napolitano in data 17 giugno 2010, la Medaglia d'oro al merito civile.

### Annotazioni
1. ↑  Dalle iniziali dei cognomi dei professori Ezio Franceschini e Concetto Marchesi.
2. ↑  La signora Panzica lasciò Milano il 20 settembre per giungere come ultima destinazione nel famigerato Campo di sterminio di Ravensbrück, al quale sopravvisse, rientrando in Italia nell'ottobre 1945.

### Fonti
1. 1 2 3 4 5 6 7  Museo Storico GdF.
2. 1 2  Severino 2013, p. 16.
3. ↑  Archivio di Stato di Como, Fondo “Prefettura, Gabinetto 1943-1945”, u.v.  1943-44, Scassellati, b. IV, fasc. 379, “Comuni. Stabio frontiera”, Promemoria per il questore, Como, 22 febbraio 1944/XXII.
4. 1 2 3 4 5  Severino 2013, p. 17.
5. ↑   Magg. Severino, Medaglia d’Oro al Merito Civile alla Signora Giuseppina Giovanna Panzica —, su museostorico.gdf.it, 14 marzo 2018. URL consultato il 25 aprile 2018 (archiviato dall'url originale il 25 aprile 2018).
6. ↑   Ebrei salvati al confine. Medaglia d'oro al Merito civile alla memoria per la nissena Giuseppina Giovanna Panzica, su ilfattonisseno.it, www.ilfattonisseno.it, 24 aprile 2018.

### Periodici
- Gerardo Severino, Il finanziere e la signora che aiutavano gli ebrei, in Patria Indipendente, febbraio 2013,  pp. 15-17.